# 니코스 카잔차키스
니코스 카잔자키스(그리스어: Νίκος Καζαντζάκης [ˈnikos kazanˈd͡zacis][*], 영어: Nikos Kazantzakis, 1883년 2월 18일~1957년 10월 26일)는 현대 그리스 문학을 대표하는 소설가이자 시인이다. 동 서양 사이에 위치한 그리스의 지형적 특성과 튀르키예 지배하의 기독교인 박해 겪으며 어린시절을 보낸 그는 이런 경험을 바탕으로 그리스 민족주의 성향의 글을 썼으며, 나중에는 베르그송과 니체를 접하면서 한계에 도전하는 투쟁적 인간상을 바탕으로 글을 썼다. 소설 <최후의 유혹>으로 세계적인 명성을 얻었는데, 시적인 문체의 난해한 작품을 남겼다.

## 생애와 문학세계

### 태어나서제1차 세계 대전까지

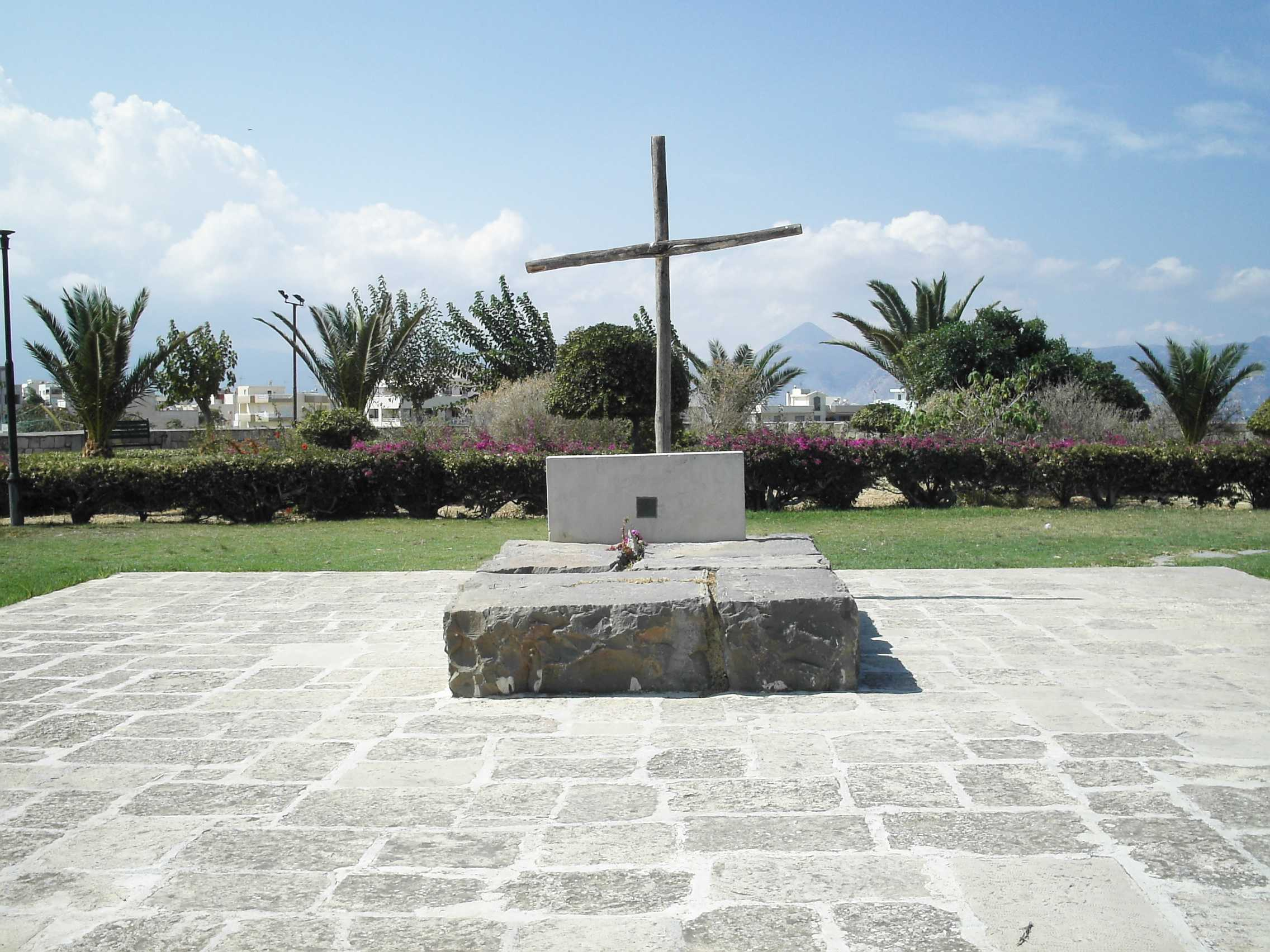
이라클리오에 있는 니코스 카잔차키스의 무덤.

1883년 오스만 제국 치하 크레타 섬의 이라클리오에서 태어났다. 아버지 미할리스 카잔자키스 곡물과 포도주 중개상으로 중산층에 속했다. 그는 크레타 섬에서 중등 교육을 마치고 1902년 아테네 대학교에서는 법학을 공부했으며, 재학 도중 수필 《병든 시대》와 소설 《뱀과 백합》을 출간하기도 했으며 희곡도 쓰기도 했다. 1907년에는 파리로 유학했으며 베르그송과 니체 철학을 공부했다. 1911년 그리스로 돌아와 갈라테아 알렉시우와 결혼했으며 제1차 발칸 전쟁이 발발하자 육군에 자원 입대하여 베니젤로스 총리 비서실에서 복무하기도 했다. 1917년 고향 크레타 섬에 돌아와 후에 《그리스인 조르바》의 주인공 알렉시스 조르바의 실제 인물인 조르바와 함스 갈탄 채굴 및 벌목 사업을 했었으며, 이것이 소설 《그리스인 조르바》로 발전하였다. 1919년 베니젤로스 총리에 의해 공공복지부 장관으로 임명되어 1차대전 평화 협상에 참가하기도 했으나 이듬해 베니젤로스의 자유당이 선거에 패배하여 장관직을 사임하고 파리로 갔으며 그 후 유럽을 여행했다.

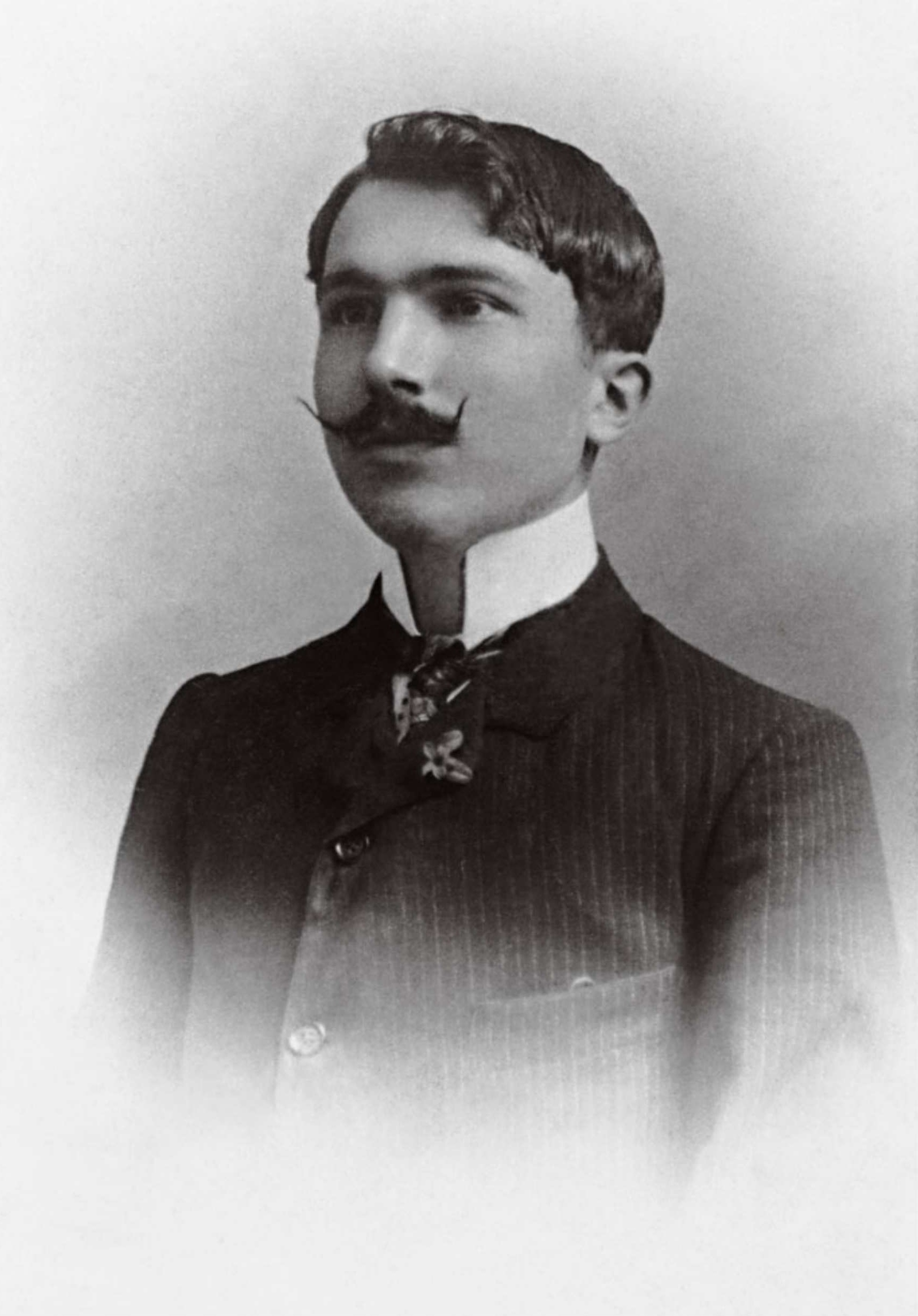
카잔차키스, 1904년

### 제1차 세계 대전에서 죽을 때까지

#### 공산주의 경도
빈에 체재하는 도중 1922년 그리스-튀르키예 전쟁에서 그리스가 패배했다는 소식을 듣자 이전 민족주의를 버리고 공산주의 성향을 나타내기도 했으며 소비에트 연방에 대한 동경으로 러시아 어 공부를 하기도 했다. 1925년, 1928년에는 공산주의 활동으로 인해 정부로부터 탄압을 받기도 했으나 루사코프 사건이 발생한 이후 소비에트 체재에 대해 회의적인 입장으로 변했다.

#### 제2차 세계대전과 내전
1926년 갈라테아 알렉시우와 이혼했으며 이후 프랑스어와 그리스어로 작품활동을 계속했다. 1940년 이탈리아 무솔리니 정권이 그리스를 침공하자, 일시적으로 민족주의 쪽으로 돌아서기도 했으며 1944년 독일군이 그리스에서 철수하자 아테네로 돌아왔다. 그때 12월 사태로 알려진 내전을 눈으로 직접 목격했다.

#### 사회주의 운동과 결혼
이후 정치로 다시 뛰어들겠다는 결심을 하고 그리스 사회당의 지도자가 되었으며, 소풀리스 연립정부의 정무 장관으로 임명된다. 1946년 정무 장관직을 사임했다. 그해, 그리스 작가 협회는 카잔차키스와 앙겔로스 시겔리아노스를 노벨 문학상 후보로 추천하기도 했다. 그리고 오랜 동반자였던 엘레니 사미우와 결혼했다.

#### 교회의 박해
1953년 소설 《미할리스 대장》이 발간되자 그리스 정교회는 맹렬히 카잔차키스를 비난했으며 이듬해 로마 가톨릭 교회도 《최후의 유혹》을 금서 목록에 올리기도 했다. 이후 카잔차키스의 소설은 그리스에서 일시적으로 출간되지 않기도 했다. 카잔차키스는 테르툴리아누스(터툴리안)의 말을 인용해 로마 가톨릭 교회와 그리스 정교회에 자신의 입장을 옹호했다. 1955년에는 그리스 왕실의 도움으로 《최후의 유혹》이 그리스에서 발간되었다.

#### 별세
1956년에는 국제 평화상을 수상하기도 했다. 1957년 중국 정부의 초청으로 중국을 여행했으며 일본을 경유해 돌아오는 도중 백혈병 증세를 보여 급히 독일의 병원으로 옮겨졌다. 이때 알베르트 슈바이처 박사와 만나기도 했다. 고비를 넘겼으나 독감에 걸려 10월 26일 독일에서 사망했다.

### 문학세계
불교의 영향을 받기도 했으며 베르그송과 니체의 영향을 받아 인간의 자유에 대해서 탐구, 한계에 저항하는 투쟁적 인간상을 부르짖었다. 대다수의 작품에서 줄거리 전개보다는 사상의 흐름을 강조했으며, 1951년과 1956년, 노벨 문학상 후보로 지명되어 천재성을 인정받았다. 대표작으로는 후에 마틴 스코세이지 감독에 의해 영화로 만들어진《최후의 유혹》과 《그리스인 조르바》,《오디세이아》(시)가 있다. 이중 소설 《미할리스 대장》과 《최후의 유혹》은 그리스 정교회와 로마 가톨릭으로부터 신성모독을 이유로 금서 지정을 당할 만큼 당시 세계에 큰 영향을 끼쳤다. 하지만 니코스 카찬자키스는 교회로부터 반기독교도로 매도되는 탄압을 받았어도, 평생 자유와 하느님을 사랑한 그리스도인이었다.
극작으로 1946년에 <카포디스트리아스>, 1959년에는 <배교자(背敎者) 율리우스>, 1962년에는 <메리사>가 각기 상연되었다.

## 남긴 말

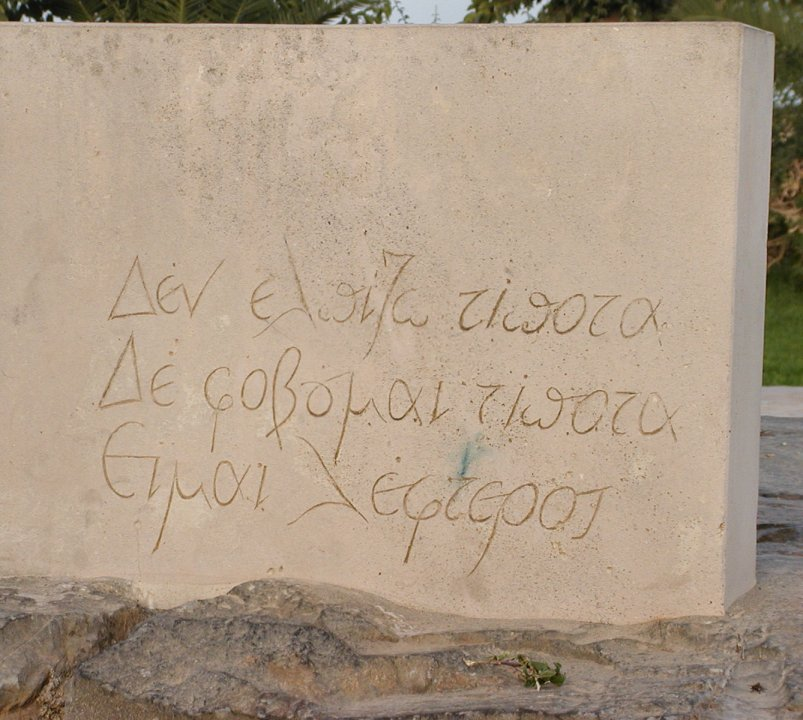
카잔차키스의 묘비 비문.

생전에 미리 써놓은 묘비명에서 그는 다음과 같이 말했다.
| “ | Δεν ελπίζω τίποτα. Δε φοβούμαι τίποτα. Είμαι λέφτερος 나는 아무것도 바라지 않는다. 나는 아무것도 두려워하지 않는다. 나는 자유인이다. | ” |

## 저작

### 소설
- 《향연》
- 《토다 라바》
- 《돌의 정원》 (1936년)
- 《알렉산드로스 대왕》 (1940년)
- 《크노소스 궁전》 (1940년)
- 《그리스인 조르바》（Βίος και πολιτεία του Αλέξη Ζορμπά) (1943년)
- 《수난》
- 《미할리스 대장》（Ο καπετάν Μιχάλης) (1953년)
- 《최후의 유혹》（Ο τελευταίος πειρασμός) (1951년)
- 《성자 프란체스코》
- 《전쟁과 신부》

### 여행기
- 《스페인 기행》
- 《지중해 기행》
- 《러시아 기행》 (1940년)
- 《모레아 기행》
- 《영국 기행》
- 《일본, 중국 기행》

### 서사시, 희곡, 자서전
- 《오디세이아》(Οδύσσεια) (1938년)
- 《붓다》
- 《소돔과 고모라》
- 《영혼의 자서전》
- 《카잔자스의 편지》